# فرمانهای شاهنشاهان هخامنشی
این کتاب نوشته‌ی رَلف نارمن شارپ استادیار پیشین زبانهای آریایی و پارسیگ (پهلوی) دانشکده ادبیات دانشگاه پهلوی شیراز است که در سال ۱۳۴۶ نوشته شده است.